# 신중현
신중현(申重鉉, 1938년 11월 4일 ~ )은 대한민국의 록 음악 싱어송라이터이자 기타리스트이다.

## 생애

### 생애 초기
본관은 평산이고 경성부에서 이발사 신익균의 아들로 출생하였으며 3세 때였던 일제강점기 말기 1941년에 아버지를 따라 만주국 신징으로 건너가 잠시 유아기를 보낸 적이 있고 1945년 8.15 광복 후 귀국하였으며 1950년 한국 전쟁 때는 충청북도 진천군으로 이주하여 잠시 유년기를 보낸 적이 있다.

### 일대기
신중현은 1938년에 서울에서 태어났다. 1955년 용산 미 8군 연예단에 들어가서 처음엔 단원들의 심부름과 보조일 등을 하다가 점차 기타 실력을 인정받아 1957년에 연예단의 악단 기타리스트로 데뷔하였다. 미 8군 연예단의 공연 무대를 통해 실력을 쌓아가던 그는 미 8군 악단을 나와서 1964년에 대한민국 최초의 록 밴드 에드 포(Add 4)를 결성하고 1집 《빗속의 여인》을 발표했다. 이들이 만든 음악은 한국 최초의 창작 락 음악으로 기록되어 있다. 트로트 일색이던 1960년대 한국 가요계에 〈커피 한 잔〉 같은 곡을 만들어 큰 파장을 일으키기도 했다. 60년대를 넘어 70년대에도 신중현과 엽전들의 〈미인〉를 비롯해서, 김추자의 〈님은 먼 곳에〉, 〈월남에서 돌아온 김상사〉 등 이른바 신중현 사단의 가수들을 통해 많은 히트곡을 제작하여 왕성한 활동을 하였다.
1975년 대마초 사건에 연루되어 구속되었는데, 이는 정부의 사회정화를 빙자한 독재 강화를 위한 대중음악 탄압과 연관된 일이라고 알려진다. 이에 대해서 신중현 자신도 후에 억울한 면이 있었음을 밝혔다. 그는 신군부 집권 후 해금되었으나 그의 노래는 1987년까지 금지곡이 되는 등의 수난을 겪었다. 그리고 긴 세월이 흐르며 그의 곡들도 해금조치 되면서 그는 다시 활동을 할 수 있었다. 그러나 그가 다시 음악계로 나왔을 때는, 이미 대중음악계의 판도는 통기타음악, 댄스음악 쪽으로 자리를 잡아가던 중이었고 록 음악 세계에서도 이미 기나긴 세월동안 큰 변화가 있었기에 그는 다시 음악의 중심에 서지는 못하였다. 그는 2006년 7월 15일 은퇴 공연을 가졌다.
그가 남긴 음악은 후배들에게 지속적 영향을 미치고 있으며, 2017년에 신중현 데뷔 60주년을 맞아 후배들이 그의 노래를 부르며 존경을 표하는 트리뷰트 무대가 KBS 2TV '불후의 명곡'을 통해 방송되기도 했다.
그의 세 아들도 모두 음악 활동을 했는데, 장남 신대철은 현재 록 밴드 시나위의 기타리스트를 맡고 있으며 차남 신윤철은 원더버드 등을 거쳐 2012년까지 서울전자음악단의 보컬 및 기타리스트로 활동했었다. 세션 드러머로 유명한 삼남 신석철은 형 신윤철과 함께 서울전자음악단에서 활동하다가 2010년에 탈퇴하고 그 후로 세션 활동에만 집중하고 있다.
2009년 12월 15일, 신중현은 악기 제조업체 펜더로부터 세계에서 6번째, 아시아 뮤지션으로는 처음으로 Custom Shop Tribute Guitar를 헌정받았다.
박정희 대통령을 기리는 노래를 만들어 달라는 부탁을 받은 일이 있었으나, 신중현은 이를 극구 거부하였다. 이후 권력에 맞설 수 없는 힘 없는 자의 마음을 그린 노래를 만들었는데 그것이 〈아름다운 강산〉이다.
특히 신중현은 아들 신대철, 신윤철과 함께 SBS 정치드라마 코리아게이트의 작편곡을 맡아 드라마 음악을 맡은 적이 있다.

## 평가
그는 1960년대 당시 트로트 음악 일색이었고 록 음악의 불모지였던 대한민국에 록 음악을 본격적으로 도입한, 시대를 앞서간 음악인으로 평가받고 있다. 또한 '신중현 사단'으로 일컬어지는 후배가수들을 통해서 흑인음악(Soul)을 본격적으로 도입한 인물이기도 하다. 현존하는 많은 대한민국의 록 뮤지션들은 신중현을 한국 록 음악의 대부로 인정하며 존경을 보내고 있다.
이러한 평가에 따라 2009년 신중현에게 펜더에서 아시아 최초로 헌정 기타를 선물하였고, 2017년에는 버클리 음악 대학에서 신중현에게 한국인 최초로 명예박사 학위를 수여하게 되었다. 신중현은 헌정 앨범인‘신중현 THE ORIGIN’ 발매 기념 기자간담회에서 명예박사 학위에 대해 "더 이상 바랄 것이 없을 정도로 좋은 결실을 주셨다"는 소회를 밝혔다.

## 제작/참여 음반
- 1960년대 《히키신 기타 멜로디》 (한때 일부 매체에서 1958년작으로 소개되기도 했지만, 1960년대에 발표된 외국곡의 번안곡들이 수록된 점 등으로 보아 1964년 에드포 데뷔 직전 혹은 에드포 데뷔 후에 다시 미 8군으로 돌아가 활동하던 시절에 발표된 레코드로 보는게 맞다.)
- 1964년 《빗속의 여인》(에드포)
- 1968년 《펄시스터 특선집》(펄 시스터즈)
- 1969년 《꽃잎 봄비 마음》(이정화)
- 1969년 《늦기 전에》(김추자)
- 1969년 영화 《푸른사과》 배경음악
- 1970년 《시원한 기타 경음악》
- 1971년 《신중현 SOUND》
- 1971년 《아니야》(김정미)
- 1972년 《장현 and 더 맨》
- 1973년 《1973》(지연)
- 1973년 《내곁에 있어주오》(윤용균)
- 1973년 서유석
- 1973년 양희은
- 1973년 《간다고 하지 마오》(김정미)
- 1973년 《now》(김정미)
- 1973년 박광수
- 1974년 《후회》(김추자)
- 1974년 《바람》(김정미)
- 1974년 신중현과 엽전들 1집
- 1974년 신중현과 엽전들 2집
- 1975년 영화 《아이 러브 마마》 배경음악
- 1975년 《신중현과 엽전들 경음악》
- 1980년 《저무는 바닷가》(김추자)
- 1980년 《김추자 80》
- 1980년 영화 《연인들》 배경음악 〈날 보러와요〉
- 1980년 신중현과 뮤직파워 1집
- 1981년 인순이
- 1982년 신중현과 뮤직파워 2집
- 1983년 《세나그네》
- 1984년 이문세
- 1987년 《신중현 87》
- 1987년 《김완선 리듬속의 그 춤을》
- 1988년 《그동안》
- 1989년 이경화
- 1990년 《빗속의 여인》
- 1994년 《무위자연》
- 1997년 《김삿갓》
- 2005년 《도시학》

## 수상
- 2011년 보관문화훈장(3등급)

## 같이 보기
- 패티 김
- 김완선
- 김정미
- 김추자
- 배철수
- 송골매
- 송창식
- 신대철
- 윤복희
- 윤연선
- 펄시스터즈
- 한대수
- 현철

## 참고 자료
- maniadb